# Shayla LaVeaux
Shayla LaVeaux (nascuda el 27 de desembre de 1969 a Los Angeles) és una actriu porno i ballarina de striptease estatunidenca. Shayla va ingressar en el saló de la fama de l'AVN el 2002.

## Premis
- 1994 XRCO Starlet of the Year[1]
- 1994 AVN Best New Starlet[2]
- 1994 Adam Film World, Best New Starlet
- 2002 AVN Hall of Fame[3]
- 2008 XRCO Hall of Fame[4]